# シャシリク
シャシリク（ロシア語: шашлык シャシュルィーク、ウクライナ語: шашлик シャシュルィーク）は、ロシアやウクライナなどの旧ソ連圏の国々で人気のあるバーベキュー、肉の串焼き、焼肉料理、ロースト料理である。中央アジアでは、バザールや屋台で盛んに食べられるいわばファーストフードでもある。
料理名は、日本ではシャスリック、シャシュルィク、シャシュリック、シャーシリク、シィシルゥィクなどと様々に表記される。また、カボブ（ケバブ）と呼ぶ地域もある。ロシア語でも、トルコ系の言語に従ってシシュ・ケバブ（шиш-кебаб シシカバブー）と呼ばれることがある。

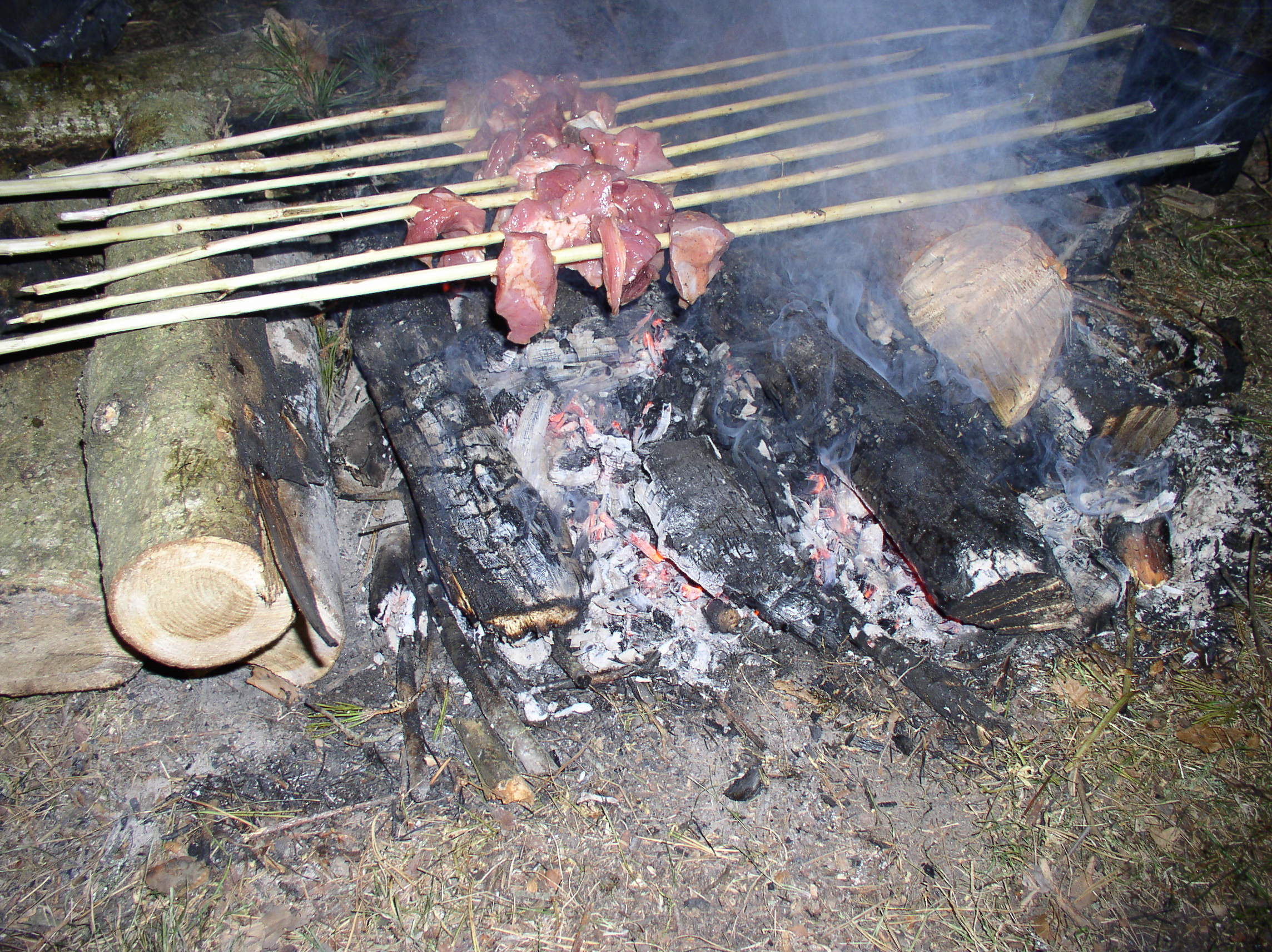
調理中のシャシリク

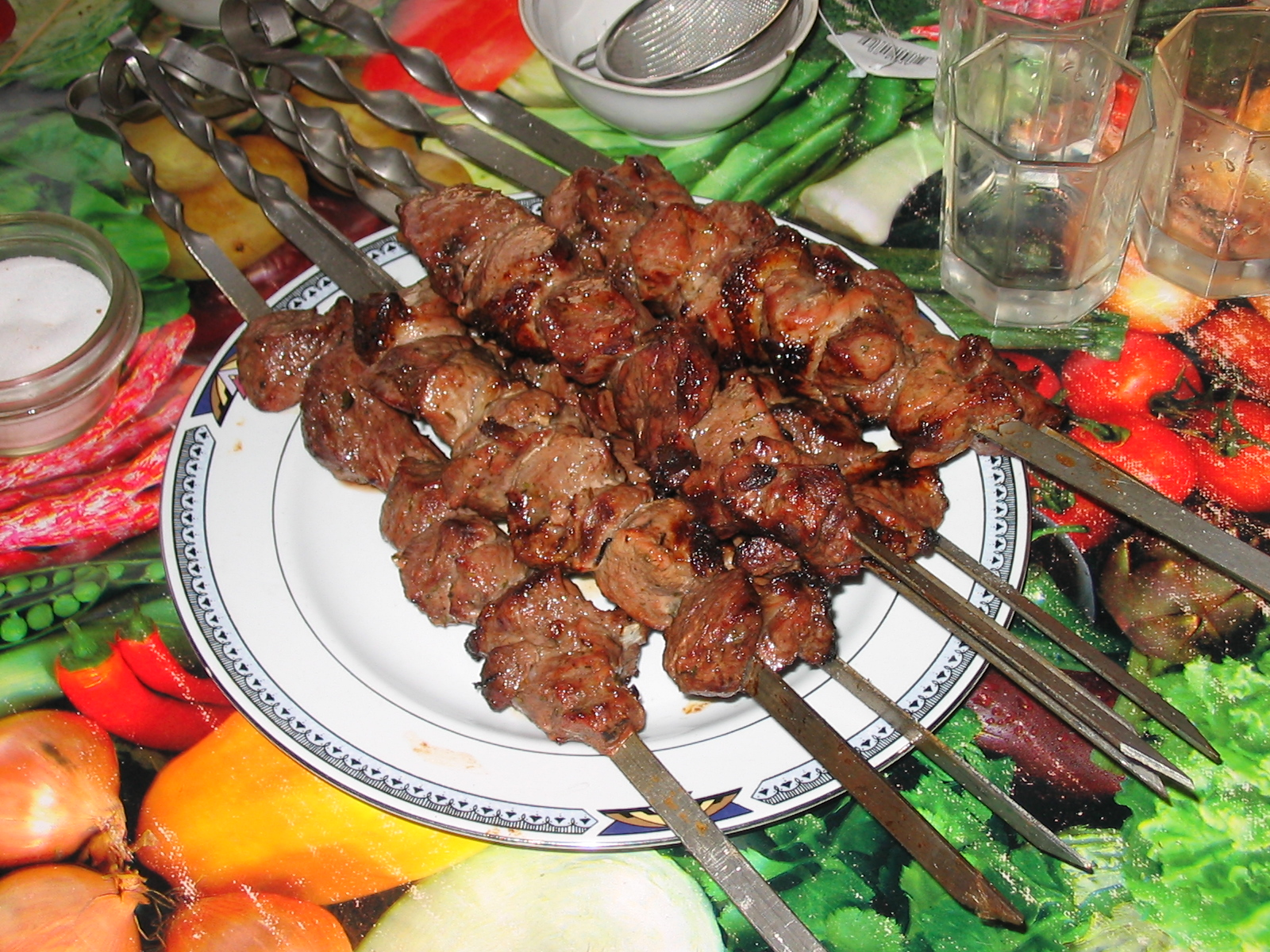
シャシリク

## 概要
起源はカフカス地方のケバブで、これがサハリンを含む旧ソ連各地域・各国など全域に広がったものとされる。シャシリクに用いる肉は、もともとはラムやマトンの腎臓や肉であったが、それら羊肉に加えて牛肉、豚肉、鶏肉、さらにはチョウザメなどの魚肉に至るまで、様々な肉類が地方ごとあるいは宗教や伝統に応じて食べられている。レシピも多く、秘伝のレシピを有する家庭もある。
共通する特徴は、酢やワイン、オリーブ・オイルなどを混ぜたものに、ニンニク、タマネギ、黒胡椒、クローブなどの香辛料やハーブ、塩などを調味料として長時間漬け込んだものを用いるところ。旧ソ連各地では、ハイキングや野外パーティーなどで人気のあるご馳走として定番となっている。レストランであまり見かけない地域もあるが、それでも街角の屋台や路上で売られる場合は多い。
日本にもシャシリクを出すロシア料理店がある。

## 基本レシピ
新鮮で脂身のついた肉を3センチ角程度に切り分け、刻んだニンニクやタマネギとともに（好みでパセリやローリエも）、塩・胡椒・レモン汁などで調味したワインに一晩あるいは一昼夜漬け込む。漬け込んだ肉を串に刺し、炭火などの直火やオーブン、フライパンなどで焼く。